# Cryptologa nystalea
Cryptologa nystalea là một loài bướm đêm thuộc họ Gracillariidae. Loài này có ở Ấn Độ (Karnataka, Maharashtra).
Ấu trùng ăn Pongamia pinnata. Chúng có thể ăn lá nơi chúng làm tổ.